# OADM

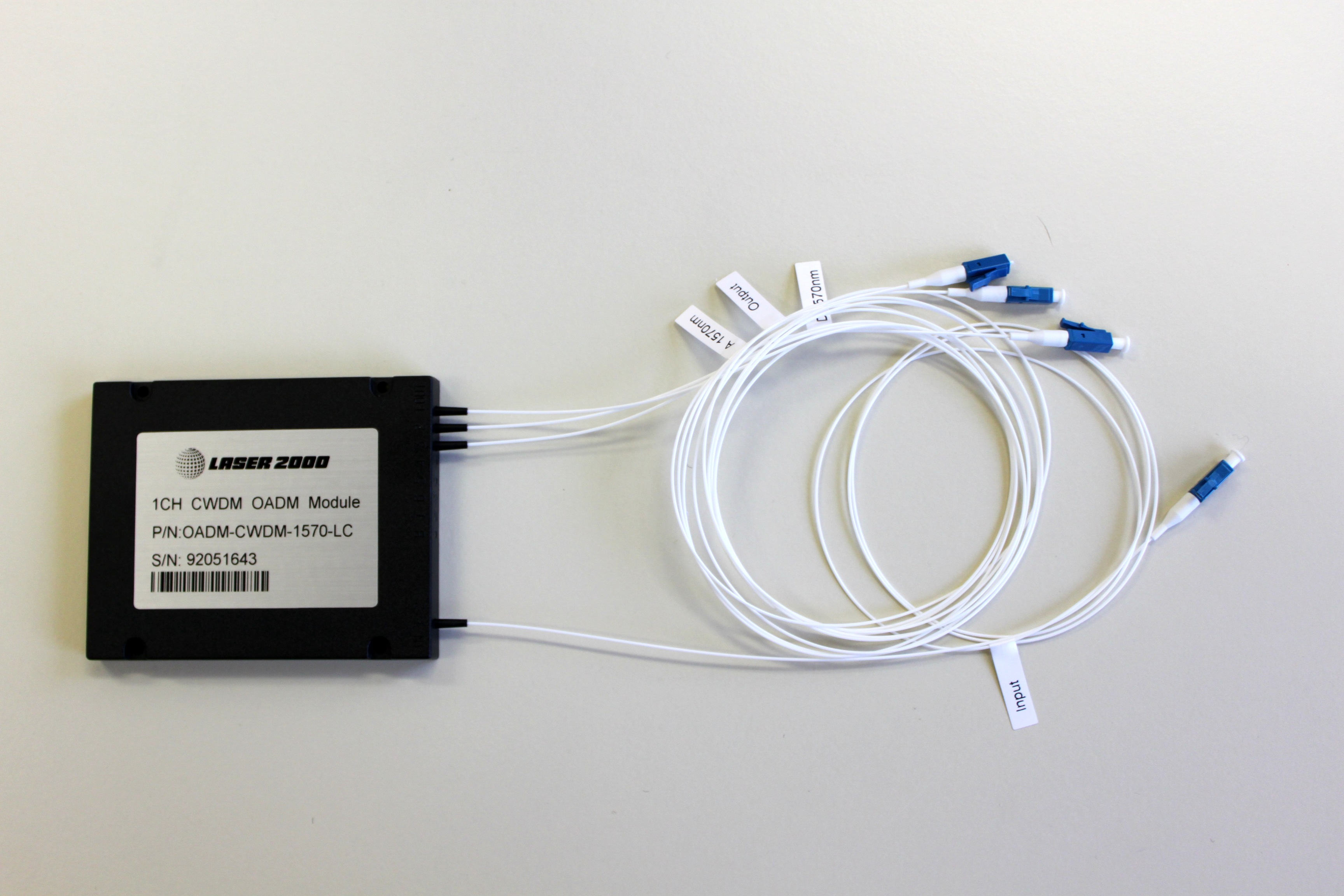
Optisches Add-Drop-Modul

OADM (gesprochen „oudamm“) ist ein optischer Add-Drop-Multiplexer als Baugruppe in optischen Fernverkehrsnetzen.
OADM werden in mit Wellenlängenmultiplex betriebenen optischen Übertragungssystemen zur Realisierung von Abzweigen verwendet. Sie erlauben von einem Abzweig kommende Wellenlängen der Hauptfaser zuzuführen (add) sowie Wellenlängen von der Hauptfaser zur abzweigenden Faser (tributary) abzuführen (drop). Konventionelle OADM erhalten durch bauliche Anpassungen bei der Herstellung eine unveränderbare Konfiguration, die darüber bestimmt welche Wellenlängen zugeführt und abgeführt werden. Eine nachträgliche Veränderung dieser Konfiguration ist nicht möglich. Im Bedarfsfall muss der OADM ausgetauscht werden, wodurch der Betrieb das Gesamtsystems einschließlich der Hauptfaser unterbrochen werden muss. Dies ist oft, insbesondere bei unterseeischen Glasfaserkabeln, technisch und wirtschaftlich nicht oder zumindest nur mit unverhältnismäßigem Aufwand durchführbar.

## ROADM
Ein ROADM (wobei „R“ für rekonfigurierbarer steht) erlaubt dagegen auch noch nach der Installation die Konfiguration durch elektronische Fernsteuerung zu verändern und so weitere Wellenlängen von der Hauptfaser zur Nebenfaser durchzuleiten (und umgekehrt) oder eine derartige Durchleitung zwischen Haupt- und Nebenfaser wieder aufzuheben.